# Campeonato Gaúcho de Futebol de 1937
O Campeonato Gaúcho de Futebol de 1937, foi a 17ª edição da competição no Estado do Rio Grande do Sul. Esse campeonato marca o fim de uma época; Grêmio e Internacional tornam-se clubes profissionais e ficam fora do campeonato que continuava amador. A fórmula de disputa continuava a mesma, os campeões das regiões jogando entre si pelo título. O Grêmio Santanense de Santana do Livramento foi o campeão.

## Participantes
| Equipe            | Cidade                | Classificação               | Participação |
| ----------------- | --------------------- | --------------------------- | ------------ |
| Ferroviário       | Bagé                  | Campeão da Região Sul       | 1ª           |
| Grêmio Santanense | Santana do Livramento | Campeão da Região Fronteira | 3ª           |
| Novo Hamburgo     | Novo Hamburgo         | Campeão da Região Centro    | 7ª           |
| Riograndense      | Santa Maria           | Campeão da Região Serra     | 8ª           |
| Rio-Grandense     | Rio Grande            | Campeão da Região Litoral   | 1ª           |

## Tabela

### Fase preliminar
| 26 de dezembro de 1937 | Riograndense | 1 – 4 | Grêmio Santanense                                     | Eucaliptos, Santa Maria (RS) |
|                        | Gol marcado  |       | Gol marcado · Gol marcado · Gol marcado · Gol marcado |                              |

### Semifinais
| 26 de dezembro de 1937 | Riograndense                            | 3 – 0 | Ferroviário | Oliveiras, Rio Grande (RS) |
|                        | Gol marcado · Gol marcado · Gol marcado |       |             |                            |

| 2 de janeiro de 1938 | Grêmio Santanense                       | 3 – 2 | Novo Hamburgo             | Chácara das Camélias, Porto Alegre (RS) |
|                      | Gol marcado · Gol marcado · Gol marcado |       | Gol marcado · Gol marcado | Árbitro: Dante Maroni                   |

### Finais
| 9 de janeiro de 1938 | Riograndense | 2 – 0 | Grêmio Santanense | Oliveiras, Rio Grande (RS)        |
|                      | Plá          |       |                   | Árbitro: Bernardino de Souza Neto |

| 16 de janeiro de 1938 | Grêmio Santanense         | 3 – 2 | Riograndense       | Boca do Lobo, Pelotas (RS)            |
|                       | Garcia · Hortêncio · Beca |       | Cardeal · Carruíra | Árbitro: Nestor Corbiniano de Andrade |

1º jogo extra
| 19 de janeiro de 1938 | Riograndense              | 3 – 3 | Grêmio Santanense          | Boca do Lobo, Pelotas (RS)           |
|                       | Garcia · Hortêncio · Beca |       | Cardeal · Duarte · Mariano | Árbitro: Francisco Corrêa de Azevedo |

2º jogo extra
| 2 de fevereiro de 1938 | Grêmio Santanense      | 4 – 0 | Riograndense | Estrela D'Alva, Bagé (RS) |
|                        | Bido · Sorro · Tom Mix |       |              | Árbitro: Eloy de Menezes  |

|  | Grêmio Santanense | Rio-Grandense-RG |

| GRÊMIO SANTANENSE: |  |                 |  |    |
|                    |  |                 |  |    |
| G                  |  | Brandão         |  |    |
| Z                  |  | Alfeu           |  |    |
| Z                  |  | Seringa         |  |    |
| M                  |  | Garnizé         |  |    |
| M                  |  | Mascarenhas     |  |    |
| M                  |  | Pepe Garcia     |  | a' |
| A                  |  | Sorro           |  |    |
| A                  |  | Beca            |  | b' |
| A                  |  | Bido            |  |    |
| A                  |  | Hortêncio Souza |  |    |
| A                  |  | Tom Mix         |  |    |
| Substituição:      |  |                 |  |    |
|                    |  | Pascoalito      |  | a' |
|                    |  | Cabeça D'Água   |  | b' |
| Treinador:         |  |                 |  |    |
| Ricardo Diéz       |  |                 |  |    |

| RIO-GRANDENSE-RG: |  |          |
|                   |  |          |
| G                 |  | Portugal |
| Z                 |  | Patrício |
| Z                 |  | Cazuza   |
| M                 |  | Hermes   |
| M                 |  | Alfinete |
| M                 |  | Mariano  |
| A                 |  | Cleto    |
| A                 |  | Carruíra |
| A                 |  | Cardeal  |
| A                 |  | Chinês   |
| A                 |  | Plá      |
| Treinador:        |  |          |
| Gentil Cardoso    |  |          |

| Gauchão 1937                          |
| ------------------------------------- |
| Grêmio Santanense Campeão (1º título) |